# Wiskunde van origami
Origami heeft een aanzienlijke hoeveelheid wiskundig onderzoek ondergaan. Een aandachtsgebied is de platte vouwbaarheid van een bepaald papieren model. Dit betekent de vraag of het model plat kan worden gemaakt zonder het te beschadigen. Een ander aandachtsgebied is het gebruik van papiervouwen om lineaire, kwadratische en kubieke wiskundige vergelijkingen op te lossen.
Computationele origami is een recente tak van de informatica die zich bezighoudt met het bestuderen van algoritmen die problemen met het vouwen van papier oplossen. Het gebied van de computationele origami is ook aanzienlijk gegroeid sinds de oprichting in de jaren negentig, met het TreeMaker-algoritme van Robert Lang. Computationele origami-resultaten hebben betrekking op het origami-ontwerp of de vouwbaarheid van origami. Bij origami-ontwerpproblemen is het doel om een object te ontwerpen dat uit papier kan worden gevouwen met een specifieke doelconfiguratie. Bij origami-vouwproblemen is het doel om iets te vouwen met behulp van de plooien van een initiële configuratie. De resultaten bij origami-ontwerpproblemen waren toegankelijker dan bij origami-vouwproblemen.

## Pure origami

### Vlak vouwen

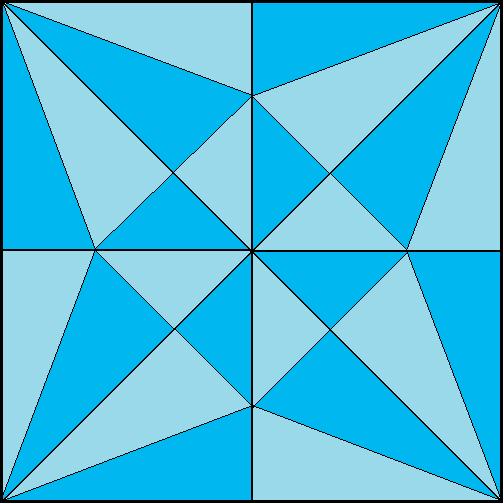
Twee-kleurbaarheid

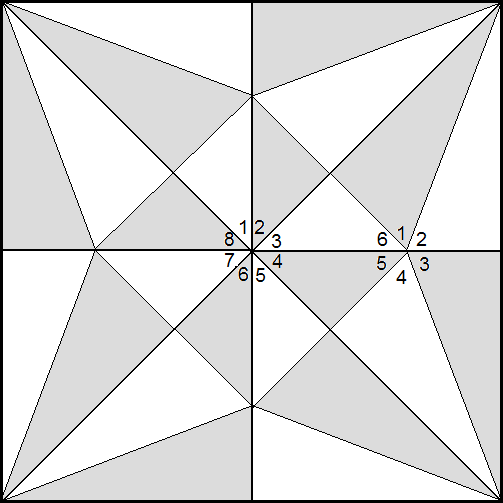
Hoeken rond een hoekpunt

De constructie van origamimodellen wordt soms weergegeven als vouwpatronen. De belangrijkste vraag bij dergelijke vouwpatronen is of een bepaald vouwpatroon tot een vlak model kan worden gevouwen. Zo ja, hoe moeten deze worden gevouwen? Dit is een NP-volledig probleem. Gerelateerde problemen waarbij de vouwen orthogonaal zijn, worden kaartvouwproblemen genoemd. Er zijn drie wiskundige regels voor het maken van vlakke opvouwbare origami-vouwpatronen:
1. De stelling van Maekawa: op elk hoekpunt verschilt het aantal dal- en bergplooien altijd met twee.
Hieruit volgt dat elk hoekpunt een even aantal vouwen heeft, en daarom kunnen ook de gebieden tussen de vouwen met twee kleuren worden gekleurd.
2. De stelling van Kawasaki of de stelling van Kawasaki-Justin: op elk hoekpunt is de som van alle oneven hoeken (zie afbeelding) opgeteld 180 graden, net als de even.
3. Papier kan nooit door een vouw dringen.

Marshall Bern en Barry Hayes hebben bewezen dat het toekennen van berg- en dalplooien met een vouwpatroon om een vlak model te produceren NP-volledig is.

### Huzita-Justin-axioma's
Sommige klassieke constructieproblemen van de meetkunde - namelijk het in drieën delen van een willekeurige hoek of het verdubbelen van de kubus - blijken onoplosbaar te zijn met behulp van passer en liniaal, maar kunnen worden opgelost met slechts een paar papiervouwen. Er kunnen papieren vouwstroken worden gemaakt om vergelijkingen tot graad 4 op te lossen. De Huzita-Justin-axioma's of de Huzita-Hatori-axioma's vormen een belangrijke bijdrage aan dit vakgebied. Deze beschrijven wat kan worden geconstrueerd met behulp van een reeks vouwen met maximaal twee punt- of lijnuitlijningen tegelijk.